# (33031) Paolofini
(33031) Paolofini est un astéroïde de la ceinture principale découvert en 1997.

## Description
(33031) Paolofini a été découvert le 1er septembre 1997 San Marcello Pistoiese (Italie) par Andrea Boattini et Maura Tombelli.

### Caractéristiques orbitales
L'orbite de cet astéroïde est caractérisée par un demi-grand axe de 2,41 ua, un périhélie de 1,95 ua, une excentricité de 0,19 et une inclinaison de 1,77° par rapport à l'écliptique. Du fait de ces caractéristiques, à savoir un demi-grand axe compris entre 2 et 3,2 ua et un périhélie supérieur à 1,666 ua, il est classé, selon la JPL Small-Body Database, comme objet de la ceinture principale.

### Caractéristiques physiques
(33031) Paolofini a une magnitude absolue (H) de 15,7 et un albédo estimé à 0,325.